# TV SLO 3
TV SLO 3 ali TV Slovenija 3 je specializirana televizijska postaja in tretji televizijski kanal RTV Slovenije, namenjen neposrednim prenosom iz slovenskega parlamenta in odborov. Na kanalu se predvajajo tudi dokumentarni filmi, intervjuji in novice.

## Logotipi
- Logotip 2008-2012
- Trenutni logotip